# Ukigusa
Ukigusa (浮草, Ukigusa) (bra/prt: Ervas Flutuantes) é um filme de drama japonês de 1959 dirigido por Yasujirō Ozu, estrelado por Nakamura Ganjirō II e Machiko Kyō. É um remake do filme mudo em preto e branco de Ozu, Ukikusa Monogatari (1934).

## Sinopse
Durante o verão de 1958, em uma cidade litorânea no Mar Interior, uma trupe de teatro itinerante chega de navio, liderada pelo ator principal e proprietário da trupe, Komajuro. Enquanto o resto dos membros percorrem a cidade para divulgar suas apresentações, Komajuro visita sua ex-amante, Oyoshi, que administra um pequeno restaurante na cidade. Eles têm um filho, já adulto, chamado Kiyoshi, que trabalha nos correios como atendente e economiza para estudar numa universidade. Porém, ele não sabe quem é realmente Komajuro, pois lhe disseram que era só tio seu. Komajuro convida Kiyoshi para pescar no mar.
Quando Sumiko, a atriz principal da trupe e atual namorada de Komajuro, descobre que Komajuro está visitando sua ex-amante, ela fica com ciúmes e visita o restaurante de Oyoshi. Komajuro a afasta rapidamente e a confronta. Ele diz a ela para se afastar de seu filho, e, assim, os dois terminam. Sumiko chama Komajuro de ingrato e o lembra das vezes em que ela o ajudou no passado.
Um dia, Sumiko oferece um pouco de dinheiro a Kayo, uma jovem atriz da mesma trupe, e pede que ela seduza Kiyoshi. Embora Kayo esteja inicialmente relutante, ela concorda após a insistência de Sumiko sem saber o porquê. Porém, depois de conhecer Kiyoshi há algum tempo, ela se apaixona por ele e decide contar a Kiyoshi sobre as verdadeiras intenções que o relacionamento tinha no início. Kiyoshi não se abala e diz que isso não importa para ele, e eventualmente o namoro deles é descoberto por Komajuro.
Komajuro confronta Kayo, que lhe conta sobre a armação de Sumiko, mas só depois de afirmar que agora ama Kiyoshi e não está fazendo isso por dinheiro. Komajuro ataca Sumiko e diz a ela para desaparecer de sua vista. Ela implora por reconciliação, mas ele fica indignado.
Enquanto isso, as apresentações antiquadas do grupo no estilo kabuki não conseguem atrair os residentes da cidade; os atores acabam por buscar suas próprias diversões românticas e entretenimento em negócios locais, incluindo um bordel e uma barbearia. Eventualmente, o gerente da trupe os abandona e um coadjuvante principal foge com os fundos restantes. Komajuro não tem escolha a não ser dissolver a trupe, e todos os membros se encontram para o comunicado, com uma certa melancolia. Então Komajuro vai até a casa de Oyoshi e conta a ela sobre o seu rompimento. Oyoshi o convence a contar a Kiyoshi a verdade sobre ser seu pai para que todos possam conviver juntos como uma família em sua casa. Komajuro concorda.
Quando Kiyoshi volta em casa com Kayo, Komajuro fica tão furioso que bate nos dois repetidamente, causando uma briga entre Kiyoshi e ele. Para abafar a briga, Oyoshi revela a verdade sobre Komajuro. Kiyoshi primeiro responde que sempre suspeitou disso, mas depois se recusa a aceitar Komajuro como seu pai, dizendo que tem lidado bem sem ele até agora, e se afasta de todos subindo as escadas. Percebendo a reação de Kiyoshi, Komajuro decide ir embora. Kayo quer se juntar a Komajuro para ajudá-lo a alcançar o sucesso para a família, mas um Komajuro entristecido pede que ela fique para ajudar Kiyoshi a se tornar um bom homem, como ele sempre sonhou. Mais tarde, Kiyoshi muda de ideia e desce para procurar Komajuro, mas seu pai já foi embora e Oyoshi diz a Kiyoshi para deixá-lo ir.
Na estação de trem da cidade, Komajuro tenta acender um cigarro, mas não tem fósforos. Sumiko, que está sentada por perto, oferece-lhe um isqueiro para acender. Ela pergunta para onde ele está indo e pede para acompanhá-lo, pois agora não tem mais para onde ir. Eles se reconciliam e, juntos, optam por começar uma nova trupe sob o comando de outro impresario localizado em Kuwana, Mie.

## Elenco
- Nakamura Ganjirō II - Komajuro (líder da trupe)
- Machiko Kyō - Sumiko (amante de Komajuro)
- Hiroshi Kawaguchi - Kiyoshi (filho de Komajuro)
- Haruko Sugimura - Oyoshi (mãe de Kiyoshi)
- Ayako Wakao - Kayo (atriz jovem)
- Hitomi Nozoe - Aiko (filha do barbeiro)
- Chishū Ryū - Dono do teatro
- Koji Mitsui - Kichinosuke (principal ator coadjuvante)
- Haruo Tanaka - Yatazo (ator coadjuvante)
- Mantarō Ushio - Sentaro (ator coadjuvante)
- Mutsuko Sakura - O-Katsu (prostituta)
- Natsuko Kahara - Yae (prostituta)
- Tatsuo Hanabu - Rokuzaburo (ator veterano da trupe)
- Tadashi Date - Senshō (ator veterano da trupe)
- Toyoko Takahashi - Aiko no haha (mãe de Aiko)
- Hikaru Hoshi - Kimura (gerente)
- Yosuke Irie - Sugiyama (ator jovem da trupe)
- Kumeko Urabe - Shige (atriz da trupe)
- Masahiko Shimazu - Masao (neto de Senshō)
- Tsûsai Sugawara - Homem endividado

## Produção
Ukigusa, o único filme de Ozu para a Daiei, foi produzido a pedido do estúdio depois que ele concluiu Bom Dia, uma obrigação contratual do diretor onde ele devia concluir um filme por ano para a Shochiku.  Ozu planejou inicialmente refazer Ukikusa monogatari para a Shochiku, e o título seria Um Ator Presunto (大根役者,, daikon yakusha, lit. ator presunto); os atores (a maioria dos quais estavam ligados a Shochiku) incluiriam Eitarō Shindō e Chikage Awashima como os protagonistas principais, Masami Taura e Ineko Arima como os jovens protagonistas, e Isuzu Yamada como a ex-amante de Komajuro. As filmagens foram adiadas em 1958 devido a um inverno inesperadamente ameno na região de Niigata, onde Ozu esperava filmar em um local com neve; quando surgiu a oportunidade da Daiei, ele seguiu seu plano de transferir as filmagens para um cenário de verão na costa de Wakayama. Os atores foram substituídos principalmente pelos contratados da Daiei, e o título foi alterado por causa da deferência de Nakamura Ganjirō II, uma respeitada estrela do teatro kabuki que interpretou o papel principal. 
No elenco de dublês, Ozu garantiu Koji Mitsui, funcionário da Shochiku, como o personagem que conduziria a subtrama relacionada as aventuras amorosas dos coadjuvantes; creditado como Hideo Mitsui, Kōji interpretou o filho do protagonista na versão de 1934. 
A trupe é vista pela primeira vez encenando uma peça relacionada a Chuji Kunisada, uma figura histórica do século XIX, que foi romantizada como um herói semelhante a Robin Hood, vivendo nas florestas por uma série de peças, romances e filmes. Na cena exibida, Kunisada (interpretada por Machiko) está se despedindo de seus fiéis companheiros, Gantetsu e Jōhachi, no Monte Akagi. Gansos selvagens voando para o sul durante o inverno e corvos retornando aos seus ninhos são usados como imagens de despedida. Ozu inclui uma pequena piada na encenação da cena para confirmar que não se trata de uma trupe de atores muito brilhantes. Quando Gantetsu diz: “Os gansos selvagens estão gritando enquanto voam em direção aos céus do sul”, ele aponta para fora do palco e em direção ao auditório. Então, quando Sumiko e Chuji viram para a esquerda para proferir a frase “E a lua está descendo atrás das montanhas ocidentais”, eles estão, na verdade, apontando para leste.
Apesar da fama de Nakamura Ganjirō II como uma estrela notável de kabuki, ele é mostrado aplicando maquiagem completa desse estilo de peça, mas não é filmado nada a respeito disso no filme, embora seja ouvido em cenas fora do palco, enquanto espectadores presenciam seu espetáculo, os atores coadjuvantes murmuram sobre o baixo número de visitantes. Nakamura lembrou que ele e Machiko Kyo ficaram resfriados após filmarem a cena do confronto de seus personagens na chuva.
Kazuo Miyagawa atuou como diretor de fotografia do filme, substituindo o cinegrafista favorito de Ozu, Yuharu Atsuta. Numa entrevista, Ozu descreveu o filme como uma experiência sobre como dar vida a uma história antiga num cenário moderno e observou que, ao trabalhar com Miyagawa, cores diferentes exigiam graus de iluminação distintos. 

## Lançamento
Ukigusa foi lançado em 17 de novembro de 1959 no Japão. Nos Estados Unidos, foi lançado nos cinemas pela Altura Films International em 24 de novembro de 1970.

### Mídia doméstica
Ukigusa foi lançado em DVD pela The Criterion Collection em conjunto com o filme Ukikusa monogatari. Uma faixa de áudio nele contém um comentário do crítico de cinema americano, Roger Ebert.
As legendas de Ukigusa na edição da Criterion, tomam uma maior liberdade na tradução das falas proferidas por Kōji Mitsui no início do filme: enquanto vagava pela vila em um traje kabuki promovendo a aparição da trupe, uma prostituta que ele considera pouco atraente pergunta seu nome. Ele responde "Kinnosuke" em vez do nome real de seu personagem, Kichinosuke. Quando ela parece surpresa, ele esclarece que é "Kin-Chan", provocando-a dizendo que é o famoso ator de kabuki, Kinnosuke Nakamura, que era popularmente conhecido como "Kin-Chan", uma abreviatura de seu nome anexada a "Chan". No entanto, contrariando as falas de Mitsui, a Criterion  legendou como se ele primeiro se identificasse como "Mifune" e, após a surpresa dela, ele dizesse "Toshiro", provavelmente um esforço para tornar a troca relevante para o público ocidental, usando o nome de uma estrela japonesa mais reconhecível. 

## Recepção
Ukigusa é amplamente aclamado pelos críticos de cinema. Roger Ebert deu ao filme quatro estrelas de quatro,  e o incluiu em seus "Dez Maiores Filmes de Todos os Tempos" em 1991.  Alan Bett, do The Skinny, deu ao filme cinco estrelas.  Tom Dawson, da BBC, deu quatro estrelas de cinco.  Allan Hunter do Daily Express avaliou 4/5,  enquanto Stuart Henderson do PopMatters deu 9/10.  O filme detém uma pontuação de 96% no Rotten Tomatoes com base nas avaliações de 23 críticos. O consenso crítico do site afirma que: "Ukigusa ostenta a beleza visual e a profunda ternura dos filmes mais memoráveis do diretor Yasujiro Ozu - e é um dos poucos que o mestre filmou em cores." 
Em 2002, o diretor de cinema americano James Mangold listou Ukigusa como um dos melhores filmes de todos os tempos. Ele disse: “Ozu é o maior diretor do mundo que os geeks de cinema nunca ouviram falar. Poeta, humanitário, estilista, inovador - e um brilhante diretor de atores. Eu recomendaria o filme para qualquer pessoa com coração que saiba que direção envolve mais do que movimentos de câmera."  Em 2009, o filme foi classificado no 36º lugar na lista dos Maiores Filmes Japoneses de Todos os Tempos pela revista de cinema japonesa Kinema Junpo.  Em 2012, o diretor de cinema espanhol José Luis Guerín, assim como outros dois diretores,  listaram o filme como um dos maiores de todos os tempos. 